# General Theological Seminary

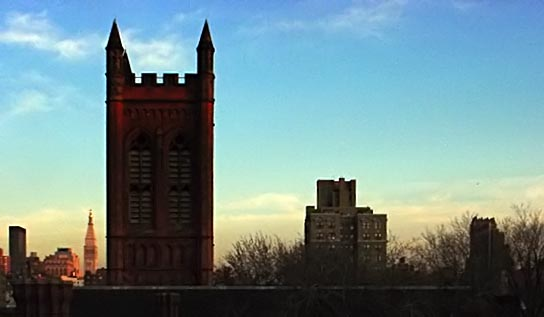
General Theological Seminary

The General Theological Seminary of the Episcopal Church ist eine Kirchliche Hochschule der Episcopal Church in the USA, die sich in der Chelsea Nachbarschaft in Manhattan (New York City) befindet.  Sie ist das älteste Priesterseminar der US-Episkopalkirche und das älteste noch bestehende Seminar der Anglikanischen Gemeinschaft.

## Geschichte
Im Mai 1817 tagte die General Convention, das oberste synodale Gremium der Episcopal Church, in New York City und verabschiedete zwei Resolutionen.  Eine betraf die Gründung einer General Episcopal Seminary, die von der Gesamtkirche unterstützt werden sollte, und die zweite legte fest, dass es sich in New York City befinden sollte.
Der Bischof von New York, John Henry Hobart, diente als erster Dekan des Seminars.  Auch nach Hobart wurde die Stellung des Dekans vom jeweiligen Bischof von New York bis in die 1850er Jahre erfüllt. Eugene Augustus Hoffman wurde 1878 als Dekan ernannt.

## Studium
Die vornehmliche Funktion von GTS ist es, Männer und Frauen für die Priesterweihe in der Episcopal Church vorzubereiten, zusätzlich können weitere Studiengänge, einschließlich Promotionsstudien besucht werden.  General beheimatet auch zwei Studienzentren:
- Center for Christian Spirituality
- Desmond Tutu Center for Peace & Reconciliation

Am General Theological Seminary können folgende Abschlüsse erworben werden:
- Certificate Program
- Diploma in Anglican Studies
- Master of Divinity
- Master of Arts
- Master of Sacred Theology
- Master of Arts in Spiritual Direction
- Master of Sacred Theology in Spiritual Direction
- Doctor of Theology (Th.D.)

## Persönlichkeiten

### Dozenten
- Samuel Seabury (1729–1796), erste Bischof der Episcopal Church in the USA (mit dem Bistum Connecticut) und der zweite Presiding Bishop dieser Kirche

### Absolventen
- Frank T. Griswold, Master of Divinity 1962: 25. Presiding Bishop (ECUSA)
- Gene Robinson, Master of Divinity 1973: 9. Bischof von New Hampshire (ECUSA)
- Ignatius Zakka I. Iwas, Master in Pastoral Theology, 1960: Patriarch von Antiochia, Syrisch-Orthodoxe Kirche von Antiochien